# 郵趣用品

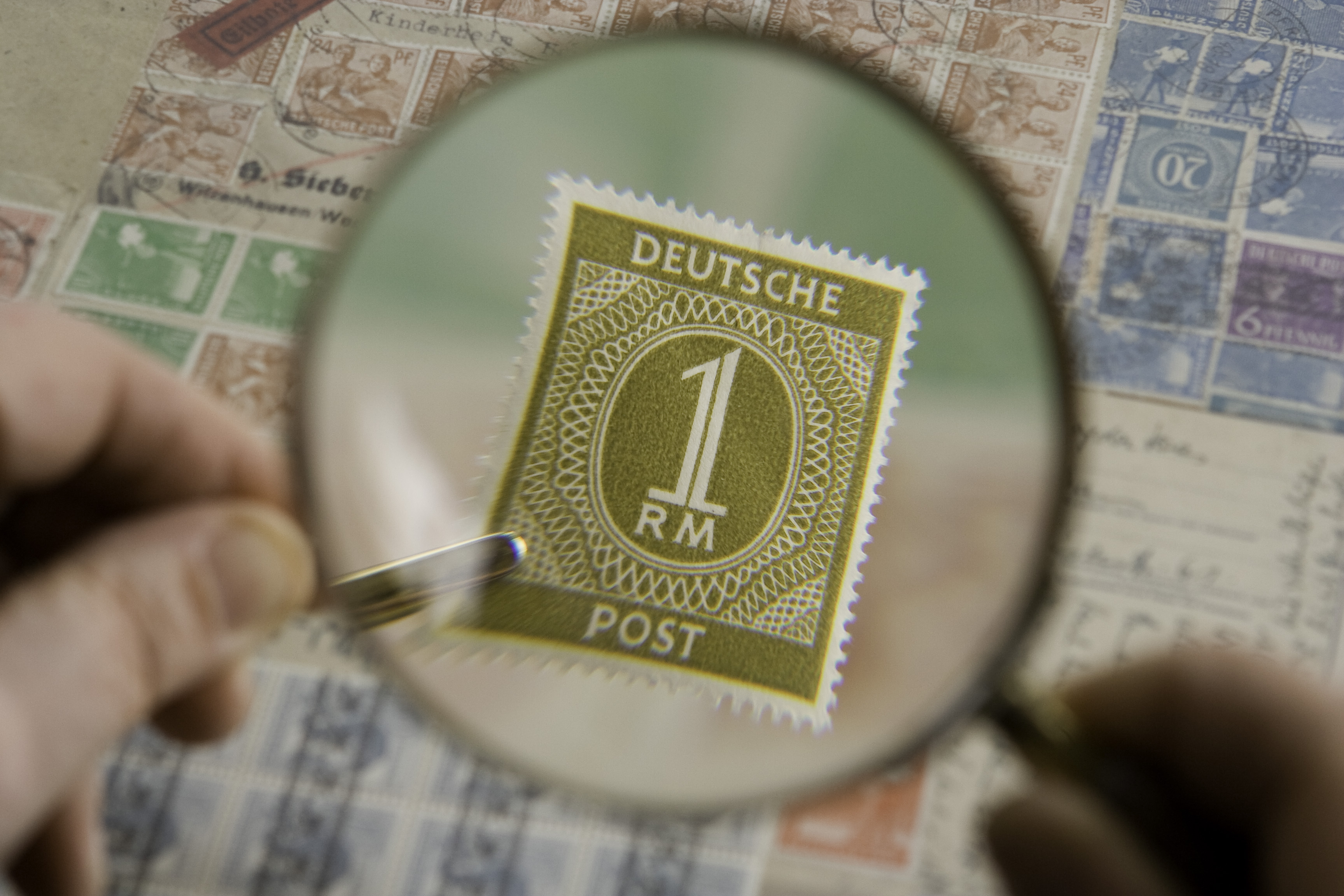
ルーペは切手の細部を見るのに必要である

郵趣用品（ゆうしゅようひん）とは、切手収集を進めるために必要な道具や付属品（アクセサリー）のことをいい、具体的にはスタンプトング（ピンセット）、ルーペ（拡大鏡）、ヒンジ、マウント、アルバム、ストックブック、目打ゲージなどが挙げられる。

## 郵趣用品の種類

### 種類
主要な郵趣用品には、次のような種類がある。
スタンプトング（ピンセット）
切手を扱うための道具。切手専用に切手が痛まないように先端が平たくなっている。素手による扱いは脂などが付き劣化を招くため、するべきではない。
ルーペ
切手に描かれた繊細な図案や印刷方式の違いなどをよく見るために使う拡大鏡である。
切手カタログ
切手の基本的な分類を行なっている文献で、切手の図版および名称や発行日、デザインについての説明や、目打数に版式やスカシといった、切手についての基礎的なデータに加え、評価が記載されている。切手のカタログには世界中の切手を扱ったものや、特定の国や地域のみを扱った国別のカタログ、鉄道やチェスなどというテーマ別のカタログがある。
ヒンジ
切手をアルバム・リーフに貼るときに用いられる糊がついた小さな紙片で、蝶番（ちょうつがい）の働きをする。マウントが作られる以前は多く用いられていた。
マウント
切手をアルバム・リーフに収納するときに用いられる裏側に糊がついたポケット状の透明フィルムである。（裏側に糊がないものもある）
切手アルバム
切手を整理するために用いられ、アルバム・リーフを使用したバインダー形式になっている。
ストックブック
切手の未整理品や重複品をポケットに差し込んで、一時的に保管しておくのに適しており冊子形式になっている。
目打ゲージ
切手の目打数をはかるための道具で、線と目打数が示してある。
保護ラップ
アルバム・リーフを保護するためもので、2方または3方とじになっている透明な袋である。
矢印ラベル
注目させたい切手、マティリアルなどの位置を示す紙製の矢印である。

### ギャラリー

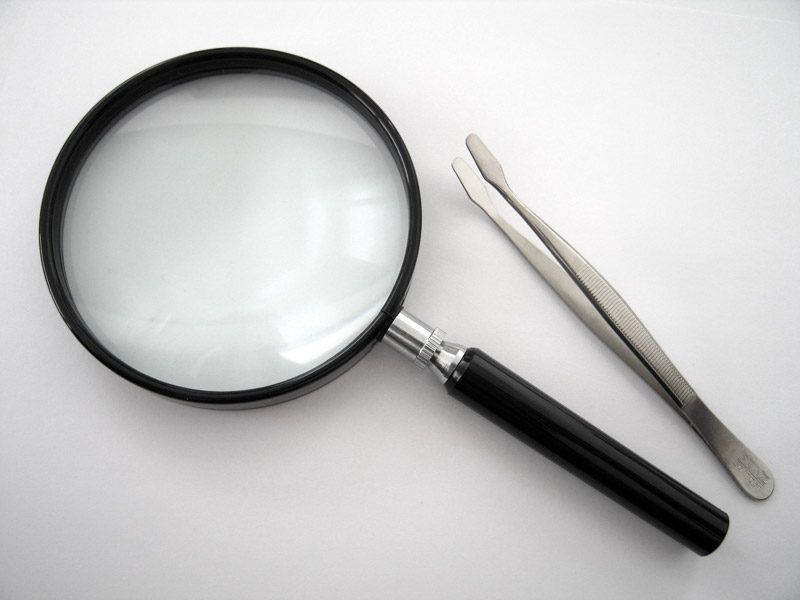
ルーペとスタンプトング
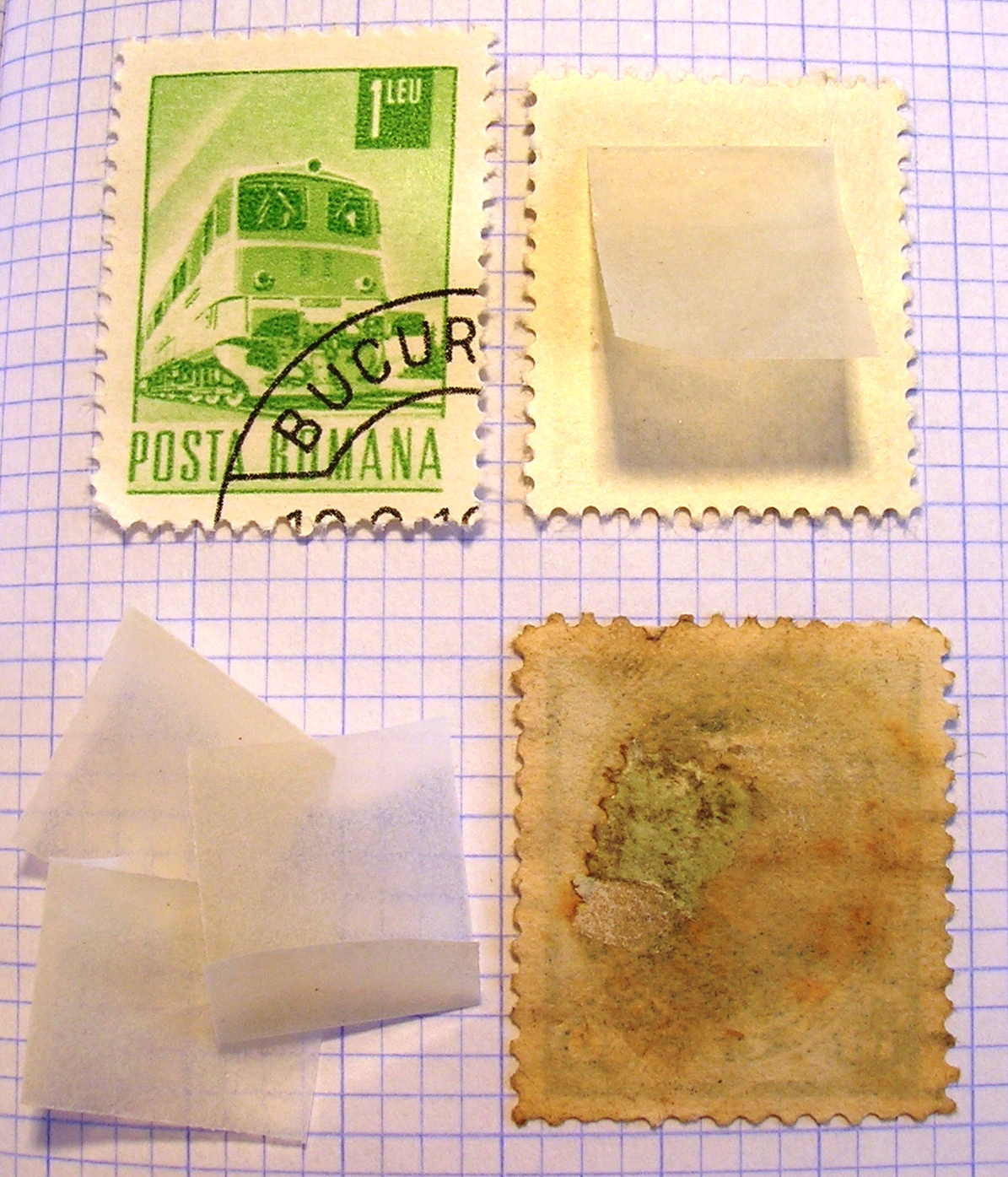
ヒンジ
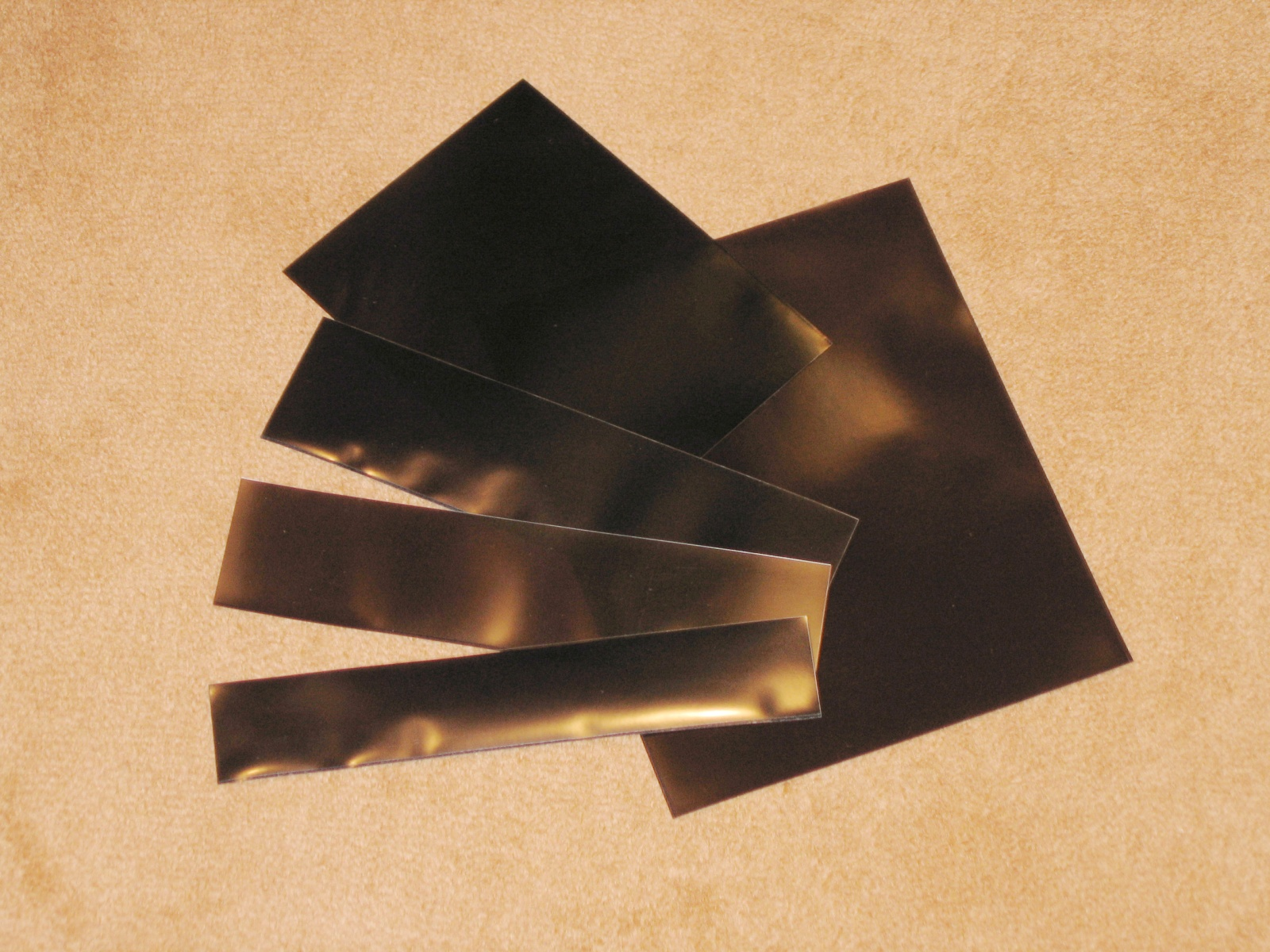
切手用マウント
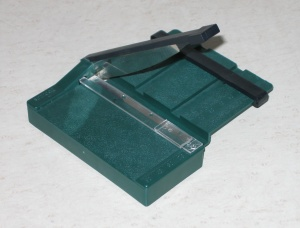
切手用マウントカッター
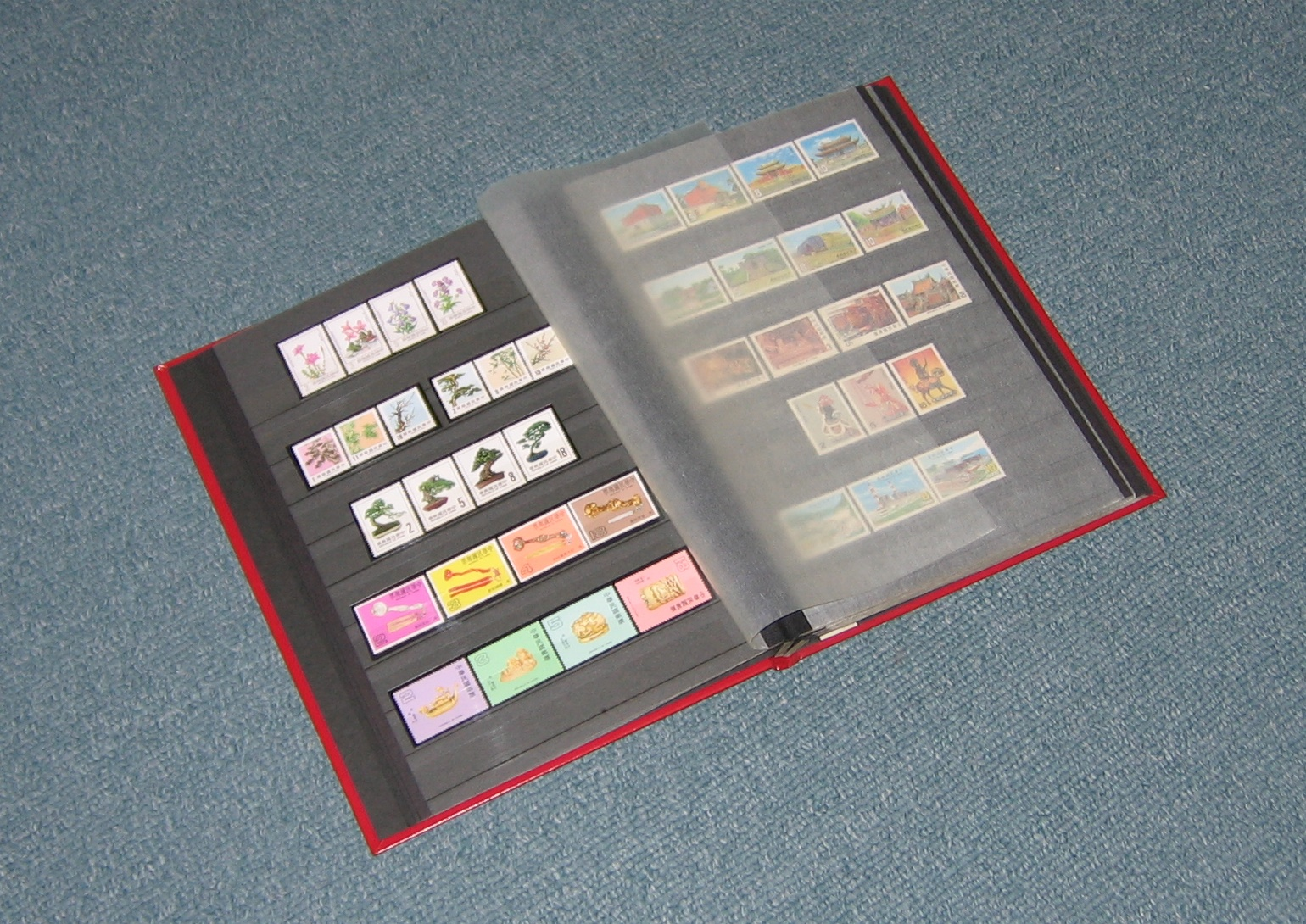
ストックブック
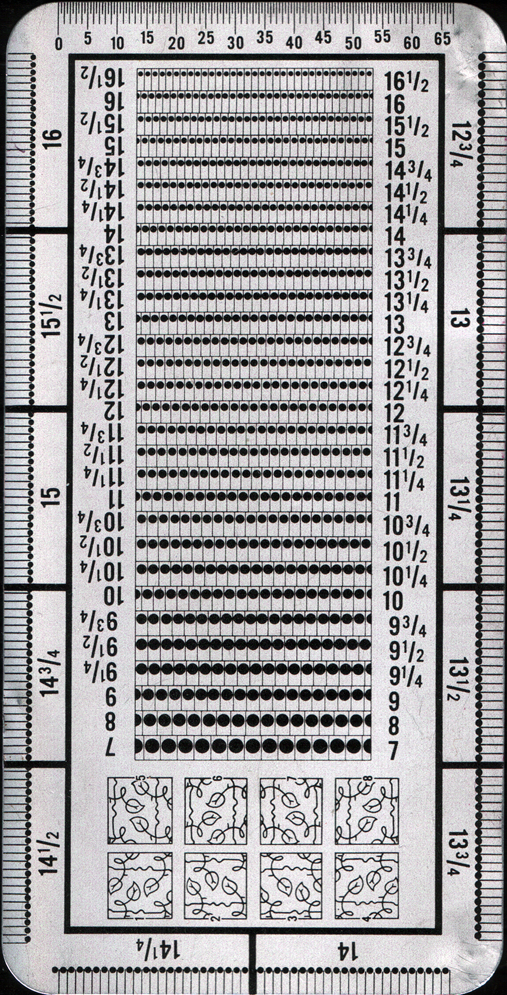
目打ゲージ

## アルバム・リーフ
バインダー形式のアルバムに使われるルーズリーフのことをいう。
国際的なアルバム・リーフの大きさは8.5×11インチ（21.6cm×28cm）のものが多く、白地のままのもの、方眼が印刷されたもの、切手が印刷された図入りのもの、マウントがついたものなど様々な種類がある。

### 種類
方眼リーフ
切手を貼って整理するときに、貼る位置の目安になるように一定間隔で、ます目が印刷されているリーフ。
図入りリーフ
どの切手を貼ったらよいか一目でわかるように、切手の図案が貼るべき位置に印刷されているリーフ。
マウントつきリーフ
ヒンジを使わなくても切手が整理できるように、切手の大きさに透明フィルムが貼られているリーフ。